# Período Orientalizante

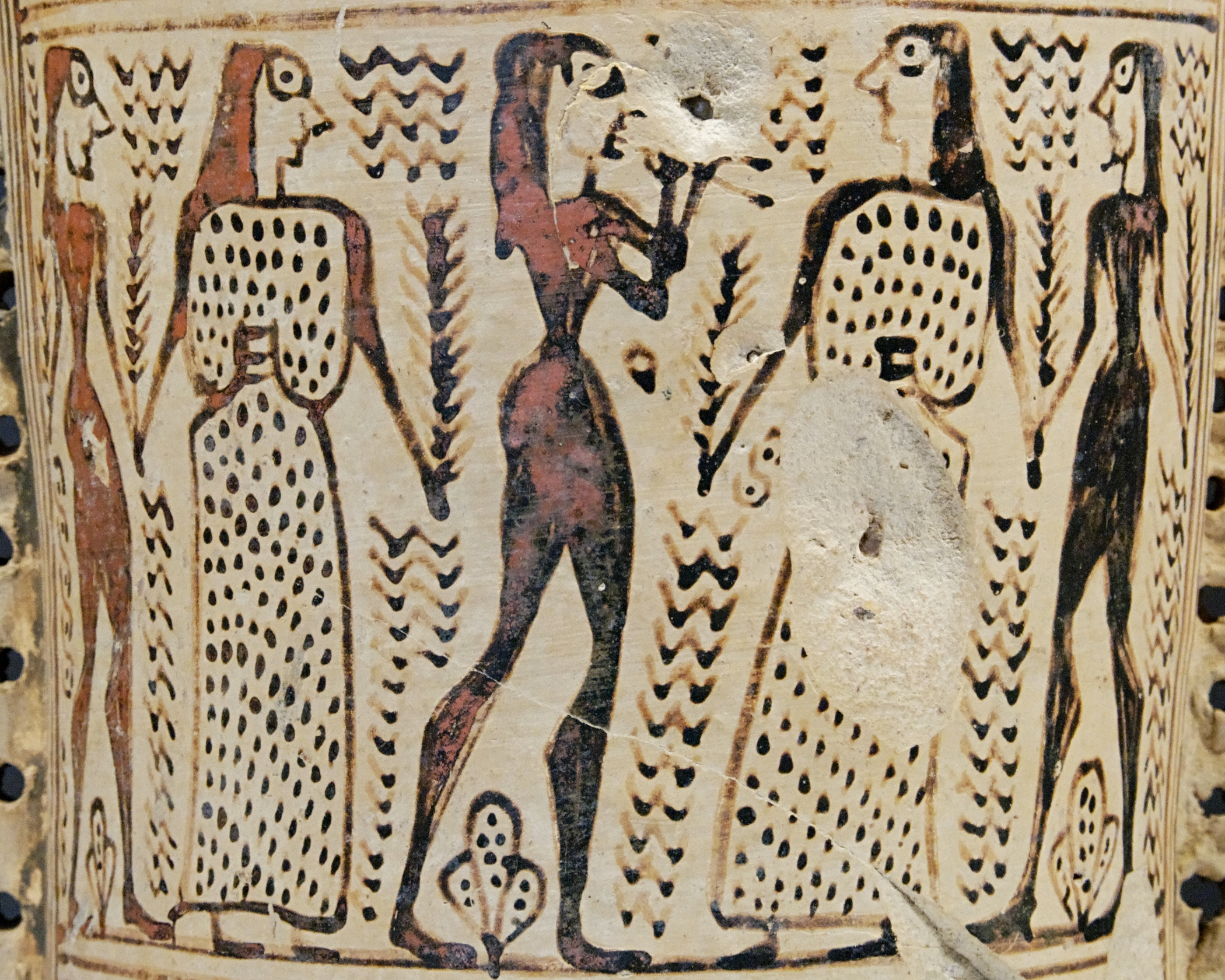
Pescoço de um lutróforo proto-ático pelo Pintor Analato.

Período Orientalizante, na Grécia Arcaica, foi o período cultural e da história da arte influenciado pela arte da  Síria e Assíria, e em menor extensão também da Fenícia e Egito, que começou durante o período mais tardio do século VIII a.C. Ele engloba um novo estilo orientalizante, estimulado por um período de aumentada troca cultural no mundo Egeu. É caracterizado por uma mudança a partir do estilo geométrico prevalecente para um estilo com diferentes sensibilidades, que foram inspiradas pelo Leste. A intensidade da troca cultural durante este período é às vezes comparada à da Idade do Bronze Tardia.
O século VII a.C. também viu uma fase orientalizante comparável da arte etrusca, pois uma economia ascendente encorajou as famílias etruscas a adquirir bens de luxo estrangeiros que incorporavam motivos derivados do Leste.